# Madame Grès
Madame Grès (30 november 1903 – 24 november 1993) was een Franse couturier en kostuumontwerper. Zij werd geboren als Germaine Émilie Krebs en is ook bekend als Alix Barton of alleen Alix. Grès was de oprichter van het haute couture huis Grès en de daaraan verbonden parfums. Grès, ook wel aangeduid als de 'Sfinx van de mode', was berucht omdat ze erg  geheimzinnig was over haar privéleven. Zij werd gezien als een workaholic met een grote aandacht voor details. Zij sprak niet veel over haar werk, maar liet haar werk zelf spreken. Grès werd bekend om haar tot op de grond uitlopende Griekse godinnenjurken. De minimalistische drapeertechnieken van Grès en haar  aandacht en respect voor het vrouwelijk lichaam hebben een blijvende invloed gehad op de haute couture en op de mode-industrie.

## Biografie

### Jeugd en opleiding
Grès werd geboren in Frankrijk, in een joods gezin uit de middenklasse. Zij groeide op in Parijs. Al jong bestudeerde ze schilderkunst en beeldhouwkunst. Zij droomde er oorspronkelijk van om beeldhouwer te worden, maar omdat haar familie daar veel bezwaren tegen had, verlegde ze haar interesse naar het ontwerpen van mode en het maken van kleding. Dankzij haar opleiding in de beeldhouwkunst kon Grès haar beeldhouwtechnieken toepassen op haar vormen van textiel. Grès' eerste baan in de mode-industrie was als hoedenmaker voor vrouwen, waar ze al in uitblonk, totdat ze zich ging richten op het maken van couture-kleding.  Zij kreeg haar eerste opleiding in haute couture bij het modehuis Maison Premet, dat bekendstond om de extreme perfectie die het eiste. 

### Periode als Alix
In 1932 opende Grès haar eerste eigen modehuis, La Maison Alix. In 1933 combineerden Grès en haar collega Juliette Barton hun namen tot Alix Barton. Grès liet "Barton" in 1934 vallen en ontwierp tot 1942 onder haar eigen naam, "Alix". In deze tijd ontwikkelde Grès' haar kenmerkende stijl van klassieke draperieën en elegante jurken. Deze werden het kenmerk van het modehuis. Ze gebruikte levende modellen om haar kledingstukken rechtstreeks op te ontwerpen en te maken. Haar vroege werk laat invloeden zien uit de Grieks-Romeinse beeldhouwkunst. Haar jurken hebben eenvoudige lijnen en zij geeft veel aandacht voor het vrouwelijk lichaam. Zij gebruikte in deze periode het liefst zijden jersey en tafzijde. Zij kreeg veel waardering en daarmee ook bekendheid door haar kostuumontwerpen voor een toneelstuk van Jean Giraudoux uit 1935, "La guerre de Troie n'aura pas lieu". Ze ontwierp daarna kleding voor een groot aantal bekende vrouwen, zoals voor de hertogin van Windsor, Paloma Picasso, Grace Kelly, Marlene Dietrich en Greta Garbo.
In 1937 won ze de eerste prijs voor haute couture op de Wereldtentoonstelling.

### Periode als Madame Grès
In 1937 of 1942 (de bronnen geven verschillende data) trouwde zij met kunstschilder Serge Czerefkov. Deze was in 1899 in Kiev geboren en in 1924 naar Parijs gekomen. Daarna ging zij ontwerpen als "Madame Grès", een gedeeltelijk anagram van de voornaam Serge.
Tijdens de Tweede Wereldoorlog, na de oprichting van het label Madame Grès, vielen Duitse troepen Parijs binnen en bezetten de stad. Tijdens de oorlog eisten de Duitse bezetters dat Madame Grès sombere en utilitaire kleding ontwierp, een totaal contrast met haar collectie. Vrouwen van Duitse officieren vroegen haar ook om jurken voor hen te ontwerpen, hoewel zij Joods was; zij weigerde. Een van haar jurken uit deze periode bevat twee kleine Davidsterren die aan de binnenkant waren genaaid.
Grès trotseerde de bevelen van de Duitsers en bleef kleding ontwerpen in de kleuren van de Franse vlag. Als gevolg hiervan bevalen de Duitse bezetters de sluiting van haar haute couture-huis, waarbij ze als reden haar ruime gebruik van stof tijdens de oorlog aanvoerden. Na de sluiting van haar modehuis  vluchtte Grès naar de Pyreneeën en verbleef daar tot de bevrijding van Parijs.
In 1944 begon Grès opnieuw met ontwerpen. Ze opende een tweede modehuis, waarbij ze de eerdere naam, Madame Grès, gebruikte. In deze periode maakte zij haar meest iconische ontwerpen: elegant gedrapeerde Griekse godinnenjurken. Het maken van deze jurken kon wel driehonderd uur in beslag nemen, waarbij elke plooi met de hand werd gevormd. De stof werd gedrapeerd dat het lichaam de jurk vormde. De kenmerkende jurk van Grès weerspiegelt perfect wie zij was als modeontwerpster. Haar aandacht voor details, haar respect voor het menselijk lichaam en haar minimalistische benadering waren in elk van haar jurken te zien. 

Zijden avondjurk uit 1951

In de jaren vijftig experimenteerde Grès met eenvoudiger snit en zuivere lijnen. Daarbij liet zij zich inspireren door kledingstukken uit andere landen, zoals sari’s, kimono’s en serapes. Daarnaast probeerde Grès zich in de jaren vijftig ook toe te leggen op het ontwerpen van dameskostuums. Toch bleef haar focus grotendeels op haar couture-jurken liggen gedurende de rest van haar carrière. In 1956 toonde ze haar collectie voor het eerst in Nederland, in kasteel Oud-Wassenaar. Zij was daar zelf niet bij aanwezig. Marijke Vetter, die de modeshow beschreef, was erg enthousiast over de collectie. Ook in 1958 was er een modeshow van Grès in dat kasteel. Naast avondjurken waar ze zo beroemd mee werd, ontwierp zo ook wollen mantels, capes, draagbaarder jurken, mantelpakjes, rokken, truitjes en blouses.
In 1959 bracht Grès haar bestverkopende parfum, Cabochard (wat "koppig" betekent), op de markt. Daarna volgde het parfum Cabotine. 

Parfumflessen en verpakking Carbochard

In 1970 ging ze afwijken van haar kenmerkende stijl en benadrukte ze de naakte huid door verticale doorkijkopeningen in het lijfje van haar jurken te verwerken. In 1980 lanceerde ze haar eerste twee collecties prêt-à-porter in samenwerking met ontwerpster Peggy Huynh Kinh. In 1983 herhaalde ze dit.
Grès bleef ontwerpen voor haar modehuis tot in haar tachtiger jaren. Eind jaren 1980 ging zij uiteindelijke met pensioen. Het laatste kledingstuk dat zij ontwierp, was een volumineuze jurk in opdracht van Hubert de Givenchy in 1989. Kort nadat Madame Grès zich terugtrok, begon het modehuis Grès in verval te raken. In 1984 werd het overgenomen door Bernard Tapie en in 1986 door Jacques Esterel. Omdat de huur niet meer betaald werd, volgde een faillissementsaanvraag en werden de bezittingen van het huis geliquideerd. Uiteindelijk werd het verkocht aan het Japanse bedrijf Yagi Tsusho Limited, dat in 1993 Lloyd Klein aanstelde als hoofdontwerper. Hij bleef collecties onder de naam Grès ontwerpen. De parfums werden voor 15 miljoen frank verkocht aan de holding Lamotte-Taurelle en kwamen in april 1993 in handen van Altus Finance, een dochteronderneming van Crédit Lyonnais.

### Persoonlijk leven
Madame Grès trouwde in 1942 (of 1937) met Serge Czerefkov, een schilder afkomstig uit Kiev. Het paar kreeg een dochter, Anne. De dochter van Grès is vooral bekend omdat ze in 1993 de dood van haar moeder meer dan een jaar lang verborgen hield en het handschrift van Grès in documenten vervalste.
Haar man ondertekende zijn kunst met de naam Serge Gres. Hij overleed in 1970 en verbleef enige tijd in Tahiti. 
Na haar pensionering leefde Madame Grès nog meer teruggetrokken dan voorheen. Door slechte contracten en licenties voor haar parfum Cabochard, verloor Madame Grès het fortuin dat ze gedurende zestig jaar lang had opgebouwd. Ze moest daardoor in armoede leven. Met hulp van vrienden, Hubert de Givenchy, Pierre Cardin en Yves Saint Laurent, kon Grès een appartement huren in het 16e arrondissement van Parijs en doorgaan met het naaien van kleding voor vrienden.  In 1993 verhuisde Grès' dochter, Anne, samen met haar naar een bejaardentehuis in de buurt van Toulon. Grès overleed op 24 november 1993 op 89-jarige leeftijd. Haar dood werd pas een jaar later openbaar gemaakt. 
De persoonlijke kledingstijl van Grès veranderde nooit: ze droeg altijd coltruien en een tulband om haar hoofd. In tegenstelling tot Coco Chanel droeg ze nooit haar eigen ontwerpen, maar kleding die door haar naaisters was gemaakt. Ze was slechts 1,50 meter lang.

## Na haar overlijden
in Rotterdam is een straat naar Madame Grès genoemd, de Madame Gresstraat.

## Prijzen
- 1947 - Benoemd tot Chevalier in het Legioen van Eer
- 1972 - Verkozen tot voorzitter van Chambre Syndicale de Paris Couture. Zij bleef erevoorzitter tot haar overlijden.[13]
- 1976 - Dé d'Or (Gouden Vingerhoed) voor kleermakerij door Cartier in 1976
- 1978 - Prijs voor creatief leiderschap in de kunsten van de Universiteit van New York
- Uitgeroepen tot "Beste van Italië" door de Nationale Kamer van Italiaanse Haute Couture.